# Polifenolni antioksidans
Polifenolni antioksidansi su tip antioksidanasa koji sadrže polifenolnu substrukturu. Poznato je preko 4,000 različitih jedinjenja ovog tipa, mnoga od njih imaju antioksidansno dejstvo in vitro, ali ne in vivo. Polifenolni antioksidansi mogu da utiču na međućelijsku signalizaciju, receptorsku senzitivnost, aktivnost inflamatornih enzima i regulaciju gena.